# آژیرها (فیلم ۱۹۹۴)
سایرنز (به انگلیسی: Sirens) فیلمی محصول سال ۱۹۹۴ و به کارگردانی جان دایگن است. در این فیلم بازیگرانی همچون هیو گرانت، تارا فیتزجرالد، سم نیل، پاملا ریب، الی مک‌فرسن، پورشا دی راسی، کیت فیشر، بن مندلسون و جان پولسون ایفای نقش کرده‌اند.